# Distrito de Tapairihua
El Distrito de Tapairihua es uno de los 17 distritos de la Provincia de Aymaraes  ubicada en el departamento de Apurímac, bajo la administración del Gobierno regional de Apurímac, en el sur del Perú.
Desde el punto de vista jerárquico de la Iglesia católica forma parte de la Diócesis de Abancay la cual, a su vez, pertenece a la Arquidiócesis de Cusco.

## Ubicación
Este distrito está ubicado al NE de la provincia de Aymaraes, a la altura de 2881 m s. n. m.

## Límites
- Por el Norte: Chapimarca.
- Por el Sur: Yanaca.
- Por el Este: Distrito de Pocohuanca.
- Por el Oeste: Justo Apu Sahuaraura.

## Historia
Durante la época prehispánica el territorio del actual distrito de Tapairihua fue ocupado por los quechuas y los umasuyos, quienes formaron tribus como Utauta, Chucochuco y Ayamachay; más tarde llegaron los aymaras que se establecieron en Añamarca.
Cuando llegaron las fuerzas del Inca Cápac Yupanqui, que comandaba su hermano Auqui Titu, estos pueblos se sometieron voluntariamente a la autoridad del Inca y aceptaron ser vasallos.
El nombre original, Tapayrihuac, se deriva de dos voces quechuas: Tapay, que significa “ocultar” y rihuac, “anda” (del verbo andar), en consecuencia, su significado etimológico sería “Anda a ocultar”. Una anécdota cuenta que, cuando arribaron los españoles a la localidad, el curaca nativo ordenó a su gente diciéndoles “¡tapayrihuac!, ¡tapayrihuac!”, es decir, que ocultaran el oro y la plata que tenían.
El pueblo de Tapairihua perteneció en los inicios de la Colonia a Ancobamba, centro de mayor jerarquía en actividad política y minera. Hacia 1720 arribó el corregidor Juan Beytia, enviado por el Rey de España, quien dispuso la separación de los dos pueblos para constituirse en comunidades independientes. Al año siguiente visitó la zona Martín Zola de Castillo, con el título de Juez y Visitador para venta, medida y composiciones de tierras
Bajo la época republicana, el distrito fue creado mediante Ley del 2 de enero de 1857, con capital en el poblado de Tapairihua. Transcurridos 60 años, la capital distrital fue trasladada al pueblo de Yanaca, por ley 2476 del 15 de octubre de 1917, en razón a que tenía mayor importancia demográfica. Luego de 44 años se creó el distrito de Yanaca, por ley 13793 del 28 de diciembre de 1961, por lo que Tapairihua fue restituida como capital del distrito del mismo nombre.

## Orografía e Hidrografía
Su aspecto físico es muy accidentado, debido a la presencia de muchas quebradas irregulares, algunas de ellas se prolongan hasta el río Antabamba. En sus punas existen mesetas y picos notables como Roncuela, Achancelo, Suparaura y Huancaray.
Cuenta con el río Antabamba que surca de norte a sur, regando algunos fundos pequeños; los riachuelos desempeñan un papel fundamental en la agricultura, como el de Chuichu, Pallccora, Huachiña, Chuccho, Parancay, etc. Tiene dos lagunas de importancia, la Ccallaccalla y Huashua-ccocha.

## Lugares de interés
- Muyu Muyu es un complejo arqueológico monumental. Fue declarado Patrimonio Cultural de la Nación. Se caracteriza por tener estructuras circulares edificadas en piedra con argamasa de barro.[3]

## Población
De acuerdo a los modernos censos republicanos, esta ha sido la evolución de la población en Tapairihua:
| Censo | Habitantes |
| ----- | ---------- |
| 1940  | 6490       |
| 1961  | 5385       |
| 1972  | 2315       |
| 1981  | 2444       |
| 1993  | 2320       |
| 2007  | 2131       |

## Autoridades

### Municipales
- 2019-2022
  - Alcalde: Edwin Carpio Challque, del Movimiento Popular Kallpa.
  - Regidores: José Soria Salinas (Kallpa), Gavino Tapia Avendaño (Kallpa), Adela Apolino Quispe (Kallpa), Rosalío Chavez Chavez (Kallpa), Tomás Retamozo Barrientos (Alianza para el Progreso).
- 2015-2018
  - Alcalde: Arturo Montes Cruz, del Movimiento Popular kallpa.
  - Regidores:

- 2011-2014:[4]
  - Alcalde: Nicolás Saavedra Roman, del Movimiento Popular Kallpa.
  - Regidores: Luis Ricardo Pérez Saavedra (Kallpa), Melquiades Tapia Vargas (Kallpa), Patricia Serrano Serrano (Kallpa), Hilario Soria Salinas (Kallpa), Wilfredo Villavicencio Vargas (Apurímac Unido).
- 2007-2010
  - Alcalde: Fortunato Retamozo Salinas.
- 2004 - 2007
  - Alcalde: Juan Antonio Eccoña Peláez

## Festividades
- Enero 1: Niño Jesús de Tapayrihua.
- Junio 24: San Juan de Socco.
- Julio 25: Santiago.
- Mayo 6: San Martín de Huayao.